# Bréhal
Bréhal – miejscowość i gmina we Francji, w regionie Normandia, w departamencie Manche.
Według danych na rok 1990 gminę zamieszkiwało 2351 osób, a gęstość zaludnienia wynosiła 185 osób/km² (wśród 1815 gmin Dolnej Normandii Bréhal plasuje się na 80. miejscu pod względem liczby ludności, natomiast pod względem powierzchni na miejscu 344.).